# Kaani
El Kaani es una recopilación étnica realizada por el músico Oscar Giménez y grabada en los años 1950, sobre el terreno de las reservas indígenas Tehuelches de la provincia de Santa Cruz, en Argentina.

## Historia
Se llamó kaani a la fiesta de canto y baile realizada por el pueblo Tehuelche cuando ocurría algún acontecimiento de importancia. El kaani como tal formó parte de ceremonias como La Casa (kaú) Bonita y de encuentros casuales de bienvenida, celebración de la caza de guanaco o llegada del arizkaiken (primavera), o tiempo de los guanacos jóvenes.
Esta danza se desarrollaba bailando únicamente hombres en grupo de 4, pues el número 4 (cage) era para el grupo étnico de suma importancia ya que representaba la formación mencionada de acuerdo con los elementos de la naturaleza que los rodeaban: Las 4 estaciones, los 4 puntos cardinales, las 4 estrellas de la Cruz del Sur.
La orquesta la integraban solo las mujeres con instrumentos esencialmente de percusión como el apple (pequeño bombo realizado con el caparazón de un piche (mulita) forrado con cuero de guanaco). También integraban la orquesta instrumentos de viento como el rambo, fabricado con el fémur de la pata del guanaco con tres agujeros y de cuerda, el koolo, un tipo de arco con cerda de caballo o vena de la pata del guanaco, colocándose en la boca y frotando con un hueso de ala de águila, haciendo la boca de caja de resonancia. En ocasiones se utilizaba además el sonajero, una especie del maraca realizada con el buche del ñandú lleno de piedras elegidas.

## Ritmo
2x2 (algunos músicos la hacen en 2x4) sincopado y acompañado con poesía del cantautor Hugo Gimenez Agüero, con obras reconocidas tales como: Chaltén, Hua-huais, Talenke Ytén, Ahonikén, Cacique Yatel, etc., recreando así una expresión propia del lugar, desarrollada tanto en castellano como en la lengua tehuelche.

## Coreografía
Hacia el año 1999 se desarrolló la danza actualizada con coreografía a través del paso creado por el prof. Horacio Herón y completada en su totalidad por el prof. Marcelo Álvarez, cuya expresión gráfica está en etapa de publicación, habiéndose bailado durante el Festival de Cosquín 2000 y en varios del 2001. Es una danza de conjunto, en la que participan cuatro parejas, donde sus bailarines lucen ropa de calle actual, para que en futuro, cuando suene un kaani  lo pueda bailar el que guste.
En la actualidad, se ha llevado a cabo una adaptación de esta coreografía para pareja individual bajo la dirección de las bailarinas Victoria Osinalde y Ana Gimenez. Esta propuesta ha sido creada tomando como referencia el Kaani Huahuais. Pero dado que las obras musicales creadas hasta la actualidad, no todas tienen la misma métrica musical, no podemos limitarnos a una estructura, por ello se propone esta coreografía y sus figuras como base para interpretarla cuando suene un kaani y una pareja de bailarines quiera bailarlo.  
Descripción del paso: Creado por el profesor Horacio Heron, está compuesto por dos movimientos de planta, con traslado, que marcan los tiempos de un compás 2/4. El tiempo fuerte del compás se acentúa con un leve golpe de rodilla hacia arriba. Se puede efectuar un leve movimiento lateral de cabeza acompañando el ritmo.